# Ɱ
Ɱ ، ɱ یا M قلاب‌دار یکی از حروف الفبای لاتین است. از ɱ در الفبای بین‌المللی آوانگاری برای نشان‌دادن آوای خیشومی لبی-دندانی بهره‌می‌برند. 